# Schlacht bei Marsaglia
Philippsburg – Koblenz – Walcourt – Bantry Bay – Mainz – Bonn – Fleurus – Beachy Head – Boyne – Staffarda – Québec – Mons – Cuneo – Leuze – Aughrim – Barfleur/La Hougue – Namur 1 – Steenkerke – Lagos – Neerwinden – Marsaglia – Charleroi – Torroella – Camaret – Texel – Sant Esteve d'en Bas – Gerona – Dixmuyen – Namur 2 – Brüssel –  Ath – Cartagena – Barcelona
Die Schlacht bei Marsaglia (auch Schlacht bei Orbassano genannt) fand am 4. Oktober 1693 im Rahmen des Pfälzischen Erbfolgekrieges statt. Sie endete mit einem französischen Sieg.

## Vorgeschichte
Auf dem italienischen Kriegsschauplatz standen sich kaiserliche Truppen und Piemontesen auf der einen und Franzosen auf der anderen Seite gegenüber. Oberkommandierender der Alliierten war Herzog Viktor Amadeus II. Die kaiserlichen Truppen unterstanden Eugen von Savoyen. Daneben bestand die Armee auch aus spanischen Truppen, sowie englischen Truppen unter Karl von Schomberg. Die vereinigte Armee marschierte nach Pignerol, um die Stadt einzunehmen. Es dauerte drei Monate, bis eine schützende Festung genommen werden konnte. Danach konnte erst der Angriff auf die Stadt selbst erfolgen. Am 20. September 1693 wurde begonnen, die Stadt zu beschießen. Der Angriff dauerte bis zum 1. Oktober an, ohne dass Pignerol gefallen wäre.
Auf der französischen Seite kommandierte Nicolas de Catinat. Dieser erhielt massive Verstärkung aus Frankreich und er marschierte mit seiner den Verbündeten zahlenmäßig überlegenen Armee seit dem 2. Oktober in Richtung Turin.
Im alliierten Kriegsrat standen sich zwei Positionen gegenüber. Der Herzog wollte die Belagerung von Pignerol fortsetzen. Er wollte die Franzosen in die Ebene von Turin vordringen lassen und ihnen dort eine Schlacht anbieten. Prinz Eugen und auch die meisten übrigen kaiserlichen Generale waren der Ansicht, die Belagerung vorläufig aufzugeben und den Gegner an dem Marsch in die Ebene zu hindern. Der Herzog setzte sich schließlich durch. Erst als sich die Franzosen Turin näherten, brachen die Verbündeten die Belagerung ab und erwarteten den Gegner bei Marsaglia.

## Verlauf
Die Armee wurde in zwei Treffen aufgeteilt. Der rechte Flügel wurde vom Herzog und General Capara befehligt. In der Mitte, die aus der gesamten Infanterie bestand, hatte Eugen von Savoyen das Kommando. Der linke Flügel wurde von Leganez befehligt. Da der Raum für den linken Flügel klein war, standen Teile von diesem hinter der Mitte oder dem rechten Flügel. Die Geschütze standen in drei Batterien aufgeteilt vor der Front. Die vorderste Linie der Infanterie hatte leichte Verschanzungen angelegt. Unbesetzt von den Alliierten war der Berg Piosasco.
Der Herzog von Vendome, der den rechten Flügel der Franzosen befehligte, bemerkte diesen Fehler und befahl drei Brigaden, sich dort festzusetzen. Daraufhin befahl der Herzog von Savoyen, diese strategisch wichtige Stellung zurückzuerobern. Die Truppen der Alliierten wurden jedoch zurückgeschlagen.
Am Morgen des 4. Oktober hatten sich die Franzosen ebenfalls in zwei Treffen formiert. Auch bei ihnen stand die Kavallerie an den Flügeln, während die Mitte von der Infanterie gebildet wurde und die Artillerie vor der Front stand. Die Franzosen rückten vor und kamen nach einer halben Stunde Marsch in Sichtweite der Gegner an. Die Schlacht eröffneten die Franzosen durch Artilleriefeuer. Danach rückte die Armee in Linie vor. Wegen der günstigen Stellung auf dem Berg Piosasco konnte der rechte Flügel der Franzosen den Gegnern in den Rücken fallen. Der Angriff erfolgte mit aufgepflanztem Bajonett. Die alliierte Infanterie hielt stand und wies die Gegner durch Musketenfeuer zurück. Dagegen musste die Kavallerie der gegnerischen Reiterei weichen. Sie wurde auf die zweite Linie zurückgeworfen, die aber dem Druck auch nicht standhielt. In der Mitte konnten die französischen Angriffe dreimal abgewiesen werden. Der rechte Flügel der Alliierten konnte sich halten und zeitweise sogar die Gegner etwas zurückdrängen. Nach der Flucht des linken Flügels sah sich Prinz Eugen von allen Seiten von den Franzosen bedrängt, seine Truppen mussten die Angriffe mit dem Bajonett abweisen. Nachdem auch die Kavallerie auf dem rechten Flügel fliehen musste, sah sich der Prinz veranlasst, sich auch mit der Infanterie zurückzuziehen.

## Folgen
Die Verluste waren auf beiden Seiten sehr hoch. Aus diesem Grund kam es in der letzten Zeit des Feldzuges auch zu keinen größeren Aktionen mehr. Wegen geheimer Verhandlungen des Herzogs von Savoyen mit Frankreich kam es 1694 auf dem italienischen Kriegsschauplatz zu keinen nennenswerten Kämpfen. Auch als Folge der verlorenen Schlacht trat Savoyen 1696 aus der Augsburger Allianz aus.